# Li Yu

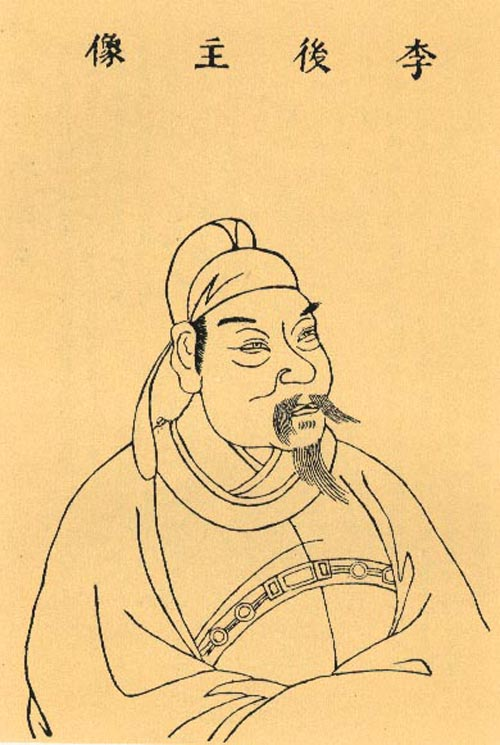
Retrato de Li Yu

李煜 Li Yu (937-978)), llamado también Li Houzhu (李後主), fue el último soberano de la dinastía Tang del Sur y fue capturado cuando llegaron los de la dinastía Song. Sus poemas cantados 詞, después de tener como temática la suntuosa vida de la corte, experimentaron la desdicha del fin de su vida.